# El Trapichito
El Trapichito är en ort i Mexiko.   Den ligger i kommunen San Pedro Totolápam och delstaten Oaxaca, i den sydöstra delen av landet, 400 km sydost om huvudstaden Mexico City. El Trapichito ligger 970 meter över havet och antalet invånare är 233.
Terrängen runt El Trapichito är huvudsakligen kuperad, men söderut är den bergig. El Trapichito ligger nere i en dal. Runt El Trapichito är det mycket glesbefolkat, med 3 invånare per kvadratkilometer. Närmaste större samhälle är San Dionisio Ocotepec, 17,9 km nordväst om El Trapichito. Trakten runt El Trapichito består i huvudsak av gräsmarker.